# Комантри
Комантри (фр. Commentry) насеље је и општина у централној Француској у региону Оверња, у департману Алије која припада префектури Монлисон.
По подацима из 2011. године у општини је живело 6580 становника, а густина насељености је износила 313,93 становника/km². Општина се простире на површини од 20,96 km². Налази се на средњој надморској висини од 385 метара (максималној 462 m, а минималној 332 m).

## Демографија
| 1962. | 1968.  | 1975.  | 1982. | 1990. | 1999. | 2011. |
| ----- | ------ | ------ | ----- | ----- | ----- | ----- |
| 9.711 | 10.026 | 10.043 | 9.195 | 8.021 | 7.204 | 6.580 |

График промене броја становника у току последњих година